# Frank DuMond

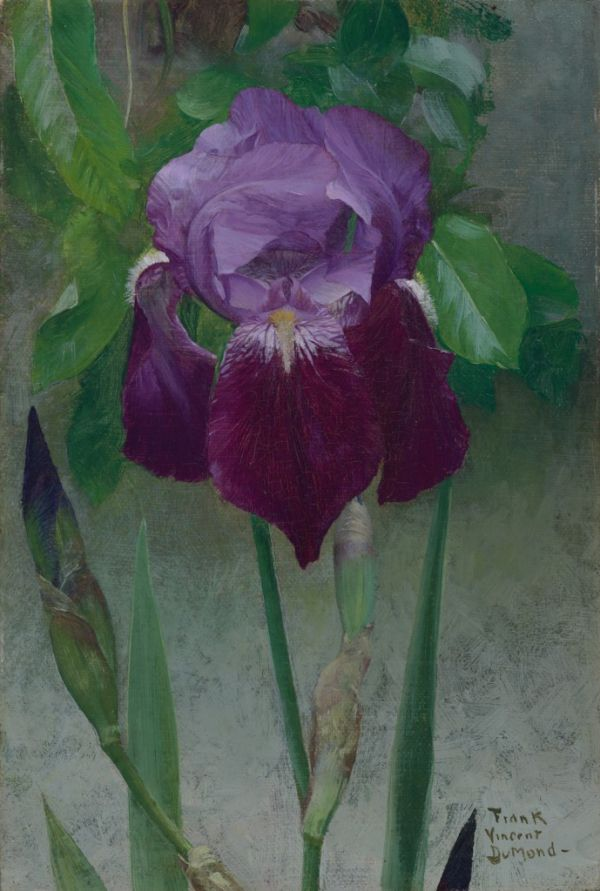
Iris par Frank DuMond

Frank Vincent DuMond, né à Rochester le 20 août 1865 et mort le 6 février 1951 à New York, est un peintre et illustrateur américain.
Peintre impressionniste de portraits et de paysages, il fut l'un des enseignants les plus influents des États-Unis au XXe siècle et a instruit des milliers d'étudiants en art tout au long d'une carrière s'étalant sur plus de cinquante ans.

## Biographie
Il est le fils d’Élisabeth et Alonzo DuMond, associés dans une entreprise manufacturière spécialisée dans le travail du fer forgé. Il s'intéresse au dessin dès son jeune âge et s'implique sur la scène artistique locale au début des années 1880. Il obtient un travail de création d'illustrations pour une entreprise de peinture d'enseignes et, après avoir obtenu son diplôme dans une école publique de Rochester, emménage à New York en 1884.
De 1884 à 1888, il étudie à l'Art Students League of New York où il fréquente James Carroll Beckwith et William Sartain. DuMond finance son éducation artistique comme illustrateur du Daily Graphic de New York puis du Harper's Weekly. Il travaille plus tard pour des revues telles que The Century Magazine, McClure's Magazine et Scribner.
Il s'installe à Paris pour poursuivre ses études. De 1888 ou 1889 à 1891, il fréquente l'Académie Julian [6], où il est élève de Benjamin Constant, Jules Joseph Lefebvre et Gustave Boulanger. Membre du Salon des artistes français, il y obtient une médaille de 3e classe en 1890.
Ses premiers travaux étaient du type art nouveau, puis à Paris il est influencé par l'école de Barbizon et devient impressionniste. En 1895, il épouse la peintre Helen Savier de Portland (Oregon). Le couple demeure cinq ans en France. En 1900, Franck DuMond est élu à l'Académie américaine des beaux-arts et devient académicien à part entière en 1906.

## Élèves

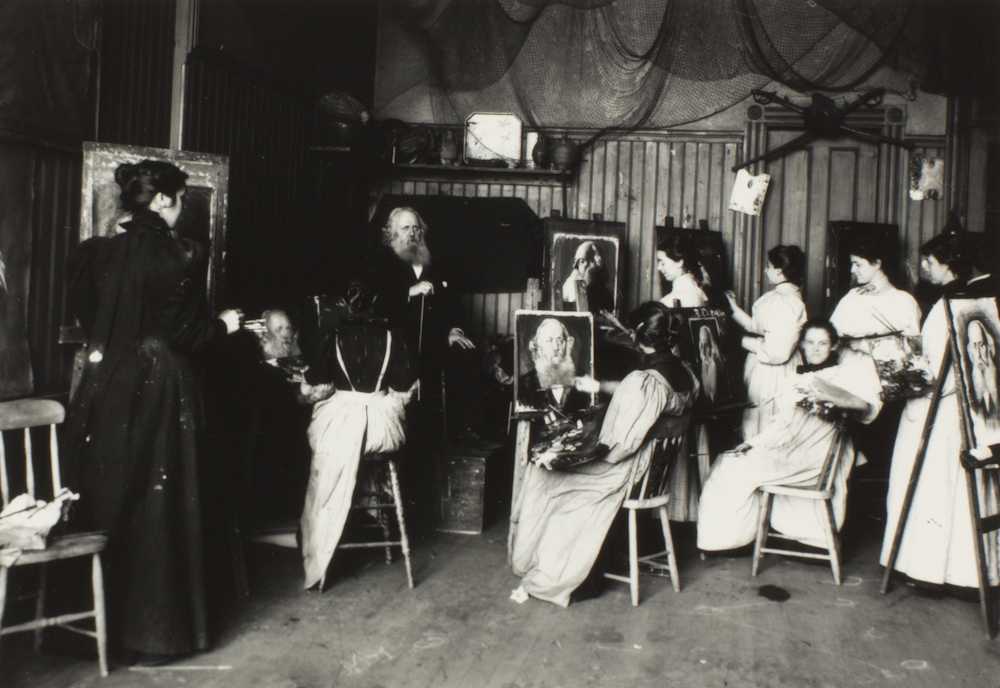
Classe de peinture de Frank DuMond au studio Julia Christiansen Hoffman, vers 1895

- Norman Rockwell
- Gertrude Käsebier
- Georgia O'Keeffe
- John Marin
- Frank J. Reilly (en)
- Charles Webster Hawthorne
- Frank Herbert Mason (en)
- Ogden Pleissner (en)
- Kenneth Hayes Miller
- Louis Bouché (en)
- Eugene Speicher (en)
- Helen Winslow Durkee (en)
- Arthur Maynard (en)
- Rosina Cox Boardman (en)
- Julian Onderdonk
- Harry Hoffman
- Gifford Beal
- Rita Mount

## Collections
- Brandywine River Museum (en)[7]
- Bruce Museum of Arts and Science (en)[7]
- Cooper–Hewitt, National Design Museum
- Musée d'Art et jardins de Cummer
- Delaware Art Museum
- Denver Art Museum
- Florence Griswold Museum[8]
- Lyman Allyn Art Museum (en)
- National Academy of Design
- National Arts Club (en)
- New Britain Museum of American Art
- Portland Art Museum
- Richmond Art Museum (en)
- San Francisco Arts Commission (en)
- Bibliothèque publique de San Francisco
- Smithsonian American Art Museum[7]
- Society of Illustrators (en)
- Strong Museum (en)
- Virginia Museum of Fine Arts[9]